# Entente Sportive Le Cannet-Rocheville
Entente Sportive Le Cannet-Rocheville var en volleybollklubb i Le Cannet, Frankrike. Klubben grundades 1994 Genom att vinna France Nationale 2 1999 och France Nationale 1 2005 kvalificerade de sig för Ligue A (högsta serien). De nådde som bäst final i det slutspel som avgör vilket lag som blir franska mästare (2014/2015 och 2016/2017). Internationell gick de till final i CEV Cup 2007-2008.
Klubben slogs samman med Volero Zürich och bildade Volero Le Cannet 2018.